# 進藤貞和
進藤 貞和（しんどう さだかず、1910年3月4日 - 2002年2月22日）は、日本の実業家。1970年から三菱電機の社長をほぼ10年間務め、重電中心だった同社の多角化に取り組み、総合電機メーカーの礎を築いた三菱電機中興の祖。
広島県呉市生まれ、長崎県、高知県育ち。九州帝国大学工学部電気科卒。

## 経歴
父が海軍軍人だったため、広島県呉市和庄通りに生まれ、長崎県と高知県で育った。旧制高知高等学校を経て、1933年九州帝国大学工学部電気科卒。翌年の1934年三菱電機入社。1年間神戸製作所で見習いの後、長崎の技術部長に転じ、1960年長崎製作所長に就任するなど、発電機や造船機械などを製作する利益頭の重電部門一筋に歩む。1964年取締役重電事業部長、1966年常務を経て、1968年副社長就任の後、1970年同社代表取締役社長に就任。当時三菱電機は松下電器など家電専業メーカーに押され「赤字の家電部門は撤退するのでは」という観測が業界にあったが、明けて1971年正月、「今後は家電事業を強化し、エレクトロニクス事業を育成する」と宣言。強烈なリーダーシップを発揮し、殿様商売といわれた三菱電機のイメージを一掃、全国3000の販売店を行脚し、販売促進に努め、得意のカラオケで懇親を深めた。また国際化の重要性を唱え、それまで商社に依存していた家電品・標準電機品などの量産品販売体制を見直した。1976年には家電品・標準電機品など量産品輸出を専門に担当する海外営業所を設立して、海外各地に於ける販売拠点の設立とテレビを中心とした生産拠点の大幅な増強を図り、海外事業発展の礎を築いた。
歌好きが高じて1995年1月84歳のとき、正坊地隆美日本コロムビア相談役（当時）に勧められ、愛唱歌を集めたCD『歌えば青春』を同社からリリース。正坊地から「最も遅い歌手デビュー」と紹介され、話題を呼んだ。ダークダックスの熱心なファンでも知られ、後援会長等を務めるなどダークの音楽事業を大々的に支えていた。社長在任10年の間にクリーンヒーター、ふとん乾燥機などのヒット商品を世に送り、赤字だった家電部門は黒字に転じた。またこの時代にエレクトロニクス産業が急成長。神奈川県鎌倉市に人工衛星工場を建設、宇宙開発事業の礎を築く等、半導体、通信事業などの設備投資や研究開発を進め、その基盤を確立した。1980年会長、1984年、三菱CC研究会初代会長。1985年には三菱グループでも前例のない代表取締役名誉会長に就任した。1987年相談役、2000年特別顧問に退いた。またFM東京、ホテルニューオータニ、三菱総合研究所各取締役を務め、通商産業省産業構造審議会委員、日本電機工業会会長、日本電子機械工業会会長、電気倶楽部理事長などを歴任した。
1974年藍綬褒章、1977年経営者賞、1980年経済大賞、1985年勲二等旭日重光章。1987年勲一等瑞宝章、台湾一等経済奨章。2002年胆石手術後の肺炎併発のため死去。